# ذا ريكال (فلم)
ذا ريكال (بالإنجليزية: The Recall) هو فيلم رعب وخيال علمي تم انتاجه في الولايات المتحدة وكندا و صدر سنة 2017 بطولة آر جي مت وويسلي سنايبس.

## القصة
خمسة أصدقاء يقضون أجازتهم في منزل بحيرة منعزل، اثناء هذا يظهر لخم رجل غريب يخبرهم ان كوكب الارض يتعرض لغزو فضائي لذا يحاولون التصرف للنجاة بحياتهم.

## وصلات خارجية
- مقالات تستعمل روابط فنية بلا صلة مع ويكي بيانات

ذا ريكال على IMDb
ذا ريكال على Rotten Tomatos
ذا ريكال على AllMovies